# Serie A 1975 (hockey su pista)
La Serie A 1975 è stata la 52ª edizione (la 26ª a girone unico), del torneo di primo livello del campionato italiano di hockey su pista. La competizione ha avuto inizio l'8 marzo e si è conclusa il 9 agosto 1975.
Lo scudetto è stato conquistato dal Novara per la diciannovesima volta, la settima consecutiva, nella sua storia.

## Stagione

Beniamino Battistella capocannoniere del torneo.

### Novità
A prendere il testimone del CGC Viareggio e del Bassano retrocesse in serie B vi furono, vincendo il campionato cadetto, il Grosseto e il Trissino. Al torneo parteciparono: AFP Giovinazzo, Amatori Lodi, Amatori Modena, Goriziana, Laverda Breganze, Marzotto Valdagno, Monza, Novara (campione in carica), Follonica, Triestina e appunto il Grosseto e il Trissino.

### Formula
La formula del campionato fu la stessa della stagione precedente; la manifestazione fu organizzata con un girone all'italiana, con gare di andata e ritorno per un totale di 22 giornate: erano assegnati 2 punti per l'incontro vinto e un punto a testa per l'incontro pareggiato, mentre non ne era attribuito alcuno per la sconfitta. Al termine del campionato la prima squadra classificata venne proclamata campione d'Italia mentre l'undicesima e la dodicesima classificate retrocedettero in serie B.

### Avvenimenti
Il campionato iniziò l'8 marzo e si concluse Il 9 agosto 1975. Anche questo torneo venne dominato dal Novara campione in carica. I piemontesi conclusero il torneo con trentanove punti quattordici in più del Breganze secondo classificato. Dopo i veneti si classificarono rispettivamente al terzo e al quarto posto le sorprendenti Grosseto e Giovinazzo mentre quinto arrivò il Monza. In fondo alla classifica con soli sedici punti si piazzò l'Amatori Modena. I gialloblu retrocedettero in serie B dopo ventitre anni passati in massima serie e due scudetti vinti. Il club modenese si avviò ad un lento declino che la portò negli anni 80 a dover ripartire dalla serie C. Tornerà stabilmente in serie A1 solo alla fine degli anni novanta. Insieme all'Amatori Modena un'altra piazza storica retrocedette in cadetteria; fu il Marzotto Valdagno, dopo aver perso gli spareggi salvezza, a dover scendere di categoria. Beniamino Battistella del Novara segnando 67 reti vinse per la sesta volta la classifica dei cannonieri.

## Squadre partecipanti
| Club              | Stag.    | Città           | Impianto                    | Stagione precedente              |
| ----------------- | -------- | --------------- | --------------------------- | -------------------------------- |
| AFP Giovinazzo    | dettagli | Giovinazzo (BA) | Palasport di Giovinazzo     | 8º in Serie A                    |
| Amatori Lodi      | dettagli | Lodi (MI)       | PalaRiboni                  | 10º in Serie A                   |
| Amatori Modena    | dettagli | Modena          | PalaMolza                   | 5º in Serie A                    |
| Follonica         | dettagli | Follonica (GR)  | Pista Armeni                | 6º in Serie A                    |
| Goriziana         | dettagli | Gorizia         | Palestra Valletta del Corno | 4º in Serie A                    |
| Grosseto          | dettagli | Grosseto        | Pista di viale Manetti      | In Serie B, promosso             |
| Laverda Breganze  | dettagli | Breganze (VI)   | Centro Giov. Don Bosco      | 3º in Serie A                    |
| Marzotto Valdagno | dettagli | Valdagno (VI)   | PalaSoldà                   | 7º in Serie A                    |
| Monza             | dettagli | Monza (MI)      | Pista di via Boccaccio      | 2º in Serie A                    |
| Novara            | dettagli | Novara          | Palazzetto dello sport      | 1º in Serie A, campione d'Italia |
| Triestina         | dettagli | Trieste         | PalaChiarbola               | 9º in Serie A                    |
| Trissino          | dettagli | Trissino (VI)   | Palasport di Trissino       | In Serie B, promosso             |

### Allenatori e primatisti
| Squadra           | Allenatore           | Cannoniere                      |
| ----------------- | -------------------- | ------------------------------- |
| AFP Giovinazzo    | Gianbattista Massari | Francesco Frasca (37 reti)      |
| Amatori Lodi      |                      | Sergio Franchi (40 reti)        |
| Amatori Modena    |                      | Paolo Papotti (32 reti)         |
| Goriziana         |                      |                                 |
| Grosseto          |                      | Raul Martinazzo (38 reti)       |
| Laverda Breganze  |                      | Aronne Cerato (26 reti)         |
| Marzotto Valdagno |                      | Giovanni Gonella (41 reti)      |
| Monza             |                      | Alain De Bleecker (32 reti)     |
| Novara            | Ferruccio Panagini   | Beniamino Battistella (67 reti) |
| Follonica         |                      |                                 |
| Triestina         |                      |                                 |
| Trissino          |                      | Antonio Faccin (37 reti)        |

## Risultati
| Andata (1ª) | Andata (1ª) | Prima giornata                | Ritorno (12ª) | Ritorno (12ª) |
|             |             |                               |               |               |
| 8 mar.      | 7-2         | Amatori Modena-AFP Giovinazzo | 3-7           | 28 mag.       |
| 8 mar.      | 3-2         | Goriziana-Amatori Lodi        | 1-2           | 28 mag.       |
| 8 mar.      | 2-2         | Laverda Breganze-Triestina    | 3-3           | 28 mag.       |
| 8 mar.      | 6-6         | Marzotto Valdagno-Monza       | 3-8           | 28 mag.       |
| 8 mar.      | 4-2         | Novara-Trissino               | 6-5           | 28 mag.       |
| 8 mar.      | 5-1         | Pol. Follonica-Grosseto       | 3-7           | 28 mag.       |

| Andata (2ª) | Andata (2ª) | Seconda giornata                 | Ritorno (13ª) | Ritorno (13ª) |
|             |             |                                  |               |               |
| 15 mar.     | 2-3         | Goriziana-Laverda Breganze       | 0-2           | 7 giu.        |
| 15 mar.     | 5-3         | Marzotto Valdagno-AFP Giovinazzo | 3-9           | 7 giu.        |
| 15 mar.     | 2-1         | Monza-Amatori Lodi               | 1-2           | 7 giu.        |
| 15 mar.     | 6-1         | Novara-Grosseto                  | 4-1           | 7 giu.        |
| 15 mar.     | 6-5         | Triestina-Amatori Modena         | 2-2           | 7 giu.        |
| 15 mar.     | 3-4         | Trissino-Pol. Follonica          | 1-1           | 7 giu.        |

| Andata (3ª) | Andata (3ª) | Terza giornata             | Ritorno (14ª) | Ritorno (14ª) |
|             |             |                            |               |               |
| 22 mar.     | 7-5         | AFP Giovinazzo-Goriziana   | 0-2           | 14 giu.       |
| 22 mar.     | 4-4         | Amatori Lodi-Triestina     | 4-4           | 14 giu.       |
| 22 mar.     | 4-7         | Amatori Modena-Monza       | 3-7           | 14 giu.       |
| 22 mar.     | 6-5         | Grosseto-Marzotto Valdagno | 12-4          | 14 giu.       |
| 22 mar.     | 3-6         | Pol. Follonica-Novara      | 5-10          | 14 giu.       |
| 22 mar.     | 2-2         | Trissino-Laverda Breganze  | 1-9           | 14 giu.       |

| Andata (4ª) | Andata (4ª) | Quarta giornata                | Ritorno (15ª) | Ritorno (15ª) |
|             |             |                                |               |               |
| 5 apr.      | 6-8         | AFP Giovinazzo-Grosseto        | 2-4           | 21 giu.       |
| 5 apr.      | 4-6         | Goriziana-Amatori Modena       | 2-3           | 21 giu.       |
| 5 apr.      | 3-9         | Laverda Breganze-Novara        | 3-3           | 21 giu.       |
| 5 apr.      | 4-3         | Marzotto Valdagno-Amatori Lodi | 0-3           | 21 giu.       |
| 5 apr.      | 4-5         | Monza-Trissino                 | 4-8           | 21 giu.       |
| 5 apr.      | 5-4         | Triestina-Pol. Follonica       | 2-3           | 21 giu.       |

| Andata (5ª) | Andata (5ª) | Quinta giornata             | Ritorno (16ª) | Ritorno (16ª) |
|             |             |                             |               |               |
| 12 apr.     | 5-2         | Amatori Lodi-AFP Giovinazzo | 3-5           | 28 giu.       |
| 12 apr.     | 3-2         | Follonica-Laverda Breganze  | 3-6           | 28 giu.       |
| 12 apr.     | 4-0         | Grosseto-Goriziana          | 4-11          | 28 giu.       |
| 12 apr.     | 8-3         | Novara-Monza                | 7-5           | 28 giu.       |
| 12 apr.     | 1-4         | Triestina-Marzotto Valdagno | 4-7           | 28 giu.       |
| 12 apr.     | 4-6         | Trissino-Amatori Modena     | 4-3           | 28 giu.       |

| Andata (6ª) | Andata (6ª) | Sesta giornata             | Ritorno (17ª) | Ritorno (17ª) |
|             |             |                            |               |               |
| 19 apr.     | 6-4         | AFP Giovinazzo-Triestina   | 1-2           | 5 lug.        |
| 19 apr.     | 4-4         | Amatori Modena-Follonica   | 3-8           | 5 lug.        |
| 19 apr.     | 1-12        | Goriziana-Novara           | 3-3           | 5 lug.        |
| 19 apr.     | 6-4         | Grosseto-Amatori Lodi      | 2-3           | 5 lug.        |
| 19 apr.     | 2-3         | Marzotto Valdagno-Trissino | 4-2           | 5 lug.        |
| 19 apr.     | 5-0         | Monza-Laverda Breganze     | 5-4           | 5 lug.        |

| Andata (7ª) | Andata (7ª) | Settima giornata            | Ritorno (18ª) | Ritorno (18ª) |
|             |             |                             |               |               |
| 26 apr.     | 5-0         | Amatori Lodi-Amatori Modena | 1-5           | 12 lug.       |
| 26 apr.     | 4-4         | Pol. Follonica-Monza        | 2-5           | 12 lug.       |
| 26 apr.     | 4-6         | Laverda Breganze-Grosseto   | 2-2           | 12 lug.       |
| 26 apr.     | 3-0         | Novara-Marzotto Valdagno    | 5-5           | 12 lug.       |
| 26 apr.     | 2-1         | Triestina-Goriziana         | 1-3           | 12 lug.       |
| 26 apr.     | 2-2         | Trissino-AFP Giovinazzo     | 4-7           | 12 lug.       |

| Andata (8ª) | Andata (8ª) | Ottava giornata                 | Ritorno (19ª) | Ritorno (19ª) |
|             |             |                                 |               |               |
| 3 mag.      | 8-5         | AFP Giovinazzo-Pol. Follonica   | 8-5           | 19 lug.       |
| 3 mag.      | 3-5         | Amatori Lodi-Novara             | 4-5           | 19 lug.       |
| 3 mag.      | 1-3         | Amatori Modena-Laverda Breganze | 5-11          | 19 lug.       |
| 3 mag.      | 10-5        | Grosseto-Trissino               | 4-5           | 19 lug.       |
| 3 mag.      | 4-2         | Marzotto Valdagno-Goriziana     | 1-13          | 19 lug.       |
| 3 mag.      | 5-1         | Monza-Triestina                 | 0-8           | 19 lug.       |

| Andata (9ª) | Andata (9ª) | Nona giornata                    | Ritorno (20ª) | Ritorno (20ª) |
|             |             |                                  |               |               |
| 10 mag.     | 6-2         | Pol. Follonica-Marzotto Valdagno | 2-7           | 26 lug.       |
| 10 mag.     | 3-4         | Laverda Breganze-AFP Giovinazzo  | 4-5           | 26 lug.       |
| 10 mag.     | 5-2         | Monza-Goriziana                  | 0-7           | 26 lug.       |
| 10 mag.     | 12-4        | Novara-Amatori Modena            | 6-3           | 26 lug.       |
| 10 mag.     | 5-3         | Triestina-Grosseto               | 0-1           | 26 lug.       |
| 10 mag.     | 1-1         | Trissino-Amatori Lodi            | 5-9           | 26 lug.       |

| Andata (10ª) | Andata (10ª) | Decima giornata                    | Ritorno (21ª) | Ritorno (21ª) |
|              |              |                                    |               |               |
| 17 mag.      | 7-3          | AFP Giovinazzo-Monza               | 6-4           | 2 ago.        |
| 17 mag.      | 8-3          | Amatori Lodi-Pol. Follonica        | 3-3           | 2 ago.        |
| 17 mag.      | 9-3          | Goriziana-Trissino                 | 1-1           | 2 ago.        |
| 17 mag.      | 8-4          | Grosseto-Amatori Modena            | 3-8           | 2 ago.        |
| 17 mag.      | 3-5          | Marzotto Valdagno-Laverda Breganze | 2-9           | 2 ago.        |
| 17 mag.      | 5-4          | Triestina-Novara                   | 5-10          | 2 ago.        |

| \| Andata (11ª) \| Andata (11ª) \| Undicesima giornata \| Ritorno (22ª) \| Ritorno (22ª) \| \| \| \| \| \| \| \| 24 mag. \| 5-7 \| Amatori Modena-Marzotto Valdagno \| 8-7 \| 9 ago. \| \| 24 mag. \| 5-4 \| Goriziana-Pol. Follonica \| 3-4 \| 9 ago. \| \| 24 mag. \| 8-2 \| Laverda Breganze-Amatori Lodi \| 4-3 \| 9 ago. \| \| 24 mag. \| 2-2 \| Monza-Grosseto \| 4-3 \| 9 ago. \| \| 24 mag. \| 6-2 \| Novara-AFP Giovinazzo \| 6-3 \| 9 ago. \| \| 24 mag. \| 7-4 \| Trissino-Triestina \| 2-2 \| 9 ago. \| |              |                                  |               |               |
| Andata (11ª) | Andata (11ª) | Undicesima giornata              | Ritorno (22ª) | Ritorno (22ª) |
| |              |                                  |               |               |
| 24 mag. | 5-7          | Amatori Modena-Marzotto Valdagno | 8-7           | 9 ago.        |
| 24 mag. | 5-4          | Goriziana-Pol. Follonica         | 3-4           | 9 ago.        |
| 24 mag. | 8-2          | Laverda Breganze-Amatori Lodi    | 4-3           | 9 ago.        |
| 24 mag. | 2-2          | Monza-Grosseto                   | 4-3           | 9 ago.        |
| 24 mag. | 6-2          | Novara-AFP Giovinazzo            | 6-3           | 9 ago.        |
| 24 mag. | 7-4          | Trissino-Triestina               | 2-2           | 9 ago.        |

## Classifica finale
|  | Pos. | Squadra           | Pt | G  | V  | N | P  | GF  | GS  | DR  |
|  | ---- | ----------------- | -- | -- | -- | - | -- | --- | --- | --- |
|  | 1.   | Novara            | 39 | 22 | 18 | 3 | 1  | 140 | 69  | +71 |
|  | 2.   | Laverda Breganze  | 25 | 22 | 10 | 5 | 7  | 92  | 71  | +21 |
|  | 3.   | Grosseto          | 24 | 22 | 11 | 2 | 9  | 98  | 92  | +6  |
|  | 4.   | AFP Giovinazzo    | 23 | 22 | 11 | 1 | 10 | 97  | 92  | +5  |
|  | 5.   | Monza             | 23 | 22 | 10 | 3 | 9  | 89  | 93  | -4  |
|  | 6.   | Amatori Lodi      | 20 | 22 | 8  | 4 | 10 | 75  | 73  | +2  |
|  | 7.   | Triestina         | 20 | 22 | 7  | 6 | 9  | 72  | 81  | -9  |
|  | 8.   | Follonica         | 20 | 22 | 8  | 4 | 10 | 83  | 98  | -15 |
|  | 9.   | Goriziana         | 18 | 22 | 8  | 2 | 12 | 80  | 73  | +7  |
|  | 10.  | Trissino          | 18 | 22 | 6  | 6 | 10 | 75  | 98  | -23 |
|  | 11.  | Marzotto Valdagno | 18 | 22 | 8  | 2 | 12 | 85  | 118 | -33 |
|  | 12.  | Amatori Modena    | 16 | 22 | 7  | 2 | 13 | 92  | 120 | -28 |

Legenda:
      Campione d'Italia e qualificato in Coppa dei Campioni 1975-1976
  Vincitore della Coppa Italia 1975.
      Retrocessa in Serie B.
Note:
Due punti a vittoria, uno a pareggio, zero a sconfitta.
In caso di parità di punteggio, le posizioni erano decise per differenza reti generale.
Goriziana e Trissino salvi dopo aver vinto gli spareggi salvezza.

## Spareggi salvezza
| Lodi 22 agosto 1975 | Goriziana | 3 – 3 | Trissino | PalaRiboni |

| Lodi 23 agosto 1975 | Marzotto Valdagno | 2 – 9 | Trissino | PalaRiboni |

| Arbitro: | Frusteri (Viareggio) |

|                                                                            |            |                                                                                     |
| Fontana Bercè Facchini Marchesini Sicignano Prinz Gregori Garlato Klevcic. | Formazioni | Merlo Della Chiara Cocco Gonella De Gerone Fona Consolaro Zamperetto Lovato Centomo |

|  | Pos. | Squadra           | Pt | G | V | N | P | GF | GS | DR  |
|  | ---- | ----------------- | -- | - | - | - | - | -- | -- | --- |
|  | 1.   | Trissino          | 3  | 2 | 1 | 1 | 0 | 12 | 5  | +7  |
|  | 2.   | Goriziana         | 3  | 2 | 1 | 1 | 0 | 14 | 8  | +6  |
|  | 3.   | Marzotto Valdagno | 0  | 2 | 0 | 0 | 2 | 7  | 20 | -13 |

Legenda:
      Retrocessa in Serie B.
Note:
Due punti a vittoria, uno a pareggio, zero a sconfitta.
In caso di parità di punteggio, le posizioni erano decise per differenza reti generale.

## Verdetti
| Verdetto                          | Club                             |
| --------------------------------- | -------------------------------- |
| Campione d'Italia 1975            | Novara (19º titolo)              |
| Qualificato in Coppa dei Campioni | Novara                           |
| Retrocesse in Serie B             | Marzotto Valdagno Amatori Modena |

### Squadra campione
| N° | Naz.                   | Ruolo | Sportivo              |  |  |  |
| -- | ---------------------- | ----- | --------------------- |  |  |  |
| ?  | Italia (bandiera)      | E     | Beniamino Battistella |  |  |  |
| ?  | Italia (bandiera)      | E     | Roberto Borrini       |  |  |  |
| ?  | Italia (bandiera)      | E     | Brignoni              |  |  |  |
| ?  | Italia (bandiera)      | E     | Dionigi De Grandis    |  |  |  |
| ?  | Italia (bandiera)      | E     | Giulio Fona           |  |  |  |
| ?  | Italia (bandiera)      | E     | Piergiorgio Givoni    |  |  |  |
| ?  | Italia (bandiera)      | E     | Mancin                |  |  |  |
| ?  | Paesi Bassi (bandiera) | E     | Robert Olthoff        |  |  |  |
| ?  | Italia (bandiera)      | E     | Perego                |  |  |  |
| ?  | Italia (bandiera)      | P     | Mario Romussi         |  |  |  |
| ?  | Italia (bandiera)      | E     | Scacchetti            |  |  |  |

- Allenatore:  Ferruccio Panagini

## Statistiche del torneo

### Capoliste solitarie
|    | —— | ——     | —— | —— | —— | —— | —— | —— | ——  | ——  | ——  | ——  | ——  | ——  | ——  | ——  | ——  | ——  | ——  | ——  | ——  | —— |  |
|    |    | Novara |    |    |    |    |    |    |     |     |     |     |     |     |     |     |     |     |     |     |     |    |  |
|    |    |        |    |    |    |    |    |    |     |     |     |     |     |     |     |     |     |     |     |     |     |    |  |
|    |    |        |    |    |    |    |    |    |     |     |     |     |     |     |     |     |     |     |     |     |     |    |  |
| 1ª | 2ª | 3ª     | 4ª | 5ª | 6ª | 7ª | 8ª | 9ª | 10ª | 11ª | 12ª | 13ª | 14ª | 15ª | 16ª | 17ª | 18ª | 19ª | 20ª | 21ª | 22ª |    |  |

### Classifica in divenire
|                   | 1ª | 2ª | 3ª | 4ª | 5ª | 6ª | 7ª | 8ª | 9ª | 10ª | 11ª | 12ª | 13ª | 14ª | 15ª | 16ª | 17ª | 18ª | 19ª | 20ª | 21ª | 22ª |
| ----------------- | -- | -- | -- | -- | -- | -- | -- | -- | -- | --- | --- | --- | --- | --- | --- | --- | --- | --- | --- | --- | --- | --- |
| AFP Giovinazzo    | 0  | 0  | 2  | 2  | 2  | 4  | 5  | 7  | 9  | 11  | 11  | 13  | 15  | 15  | 15  | 17  | 17  | 19  | 21  | 23  | 23  | 23  |
| Amatori Lodi      | 0  | 0  | 1  | 1  | 3  | 3  | 5  | 5  | 6  | 8   | 8   | 10  | 12  | 13  | 15  | 15  | 17  | 17  | 17  | 19  | 20  | 20  |
| Amatori Modena    | 2  | 2  | 2  | 4  | 6  | 7  | 7  | 7  | 7  | 7   | 7   | 7   | 8   | 8   | 10  | 10  | 10  | 12  | 12  | 12  | 14  | 16  |
| Goriziana         | 2  | 2  | 2  | 2  | 2  | 2  | 2  | 2  | 2  | 4   | 6   | 6   | 6   | 8   | 8   | 10  | 11  | 13  | 15  | 17  | 18  | 18  |
| Grosseto          | 0  | 0  | 2  | 4  | 6  | 8  | 10 | 12 | 12 | 14  | 15  | 17  | 17  | 19  | 21  | 21  | 21  | 22  | 22  | 24  | 24  | 24  |
| Laverda Breganze  | 1  | 3  | 4  | 4  | 4  | 4  | 4  | 6  | 6  | 8   | 10  | 11  | 13  | 15  | 16  | 18  | 18  | 19  | 21  | 21  | 23  | 25  |
| Marzotto Valdagno | 1  | 3  | 3  | 5  | 7  | 7  | 7  | 9  | 9  | 9   | 11  | 11  | 11  | 11  | 11  | 13  | 15  | 16  | 16  | 18  | 18  | 18  |
| Monza             | 1  | 3  | 5  | 5  | 5  | 7  | 8  | 10 | 12 | 12  | 13  | 15  | 15  | 17  | 17  | 17  | 19  | 21  | 21  | 21  | 21  | 23  |
| Novara            | 2  | 4  | 6  | 8  | 10 | 12 | 14 | 16 | 18 | 18  | 20  | 22  | 24  | 26  | 27  | 29  | 30  | 31  | 33  | 35  | 37  | 39  |
| Follonica         | 2  | 4  | 4  | 4  | 6  | 7  | 8  | 8  | 10 | 10  | 10  | 10  | 11  | 11  | 13  | 13  | 15  | 15  | 17  | 17  | 18  | 20  |
| Triestina         | 1  | 3  | 4  | 6  | 6  | 6  | 7  | 7  | 9  | 11  | 11  | 12  | 13  | 14  | 14  | 14  | 16  | 16  | 18  | 19  | 19  | 20  |
| Trissino          | 0  | 0  | 1  | 3  | 3  | 5  | 6  | 6  | 7  | 7   | 9   | 9   | 10  | 10  | 12  | 14  | 14  | 14  | 16  | 16  | 17  | 18  |

### Record squadre
- Maggior numero di vittorie: Novara (18)
- Minor numero di vittorie: Trissino (6)
- Maggior numero di pareggi: Triestina e Trissino (6)
- Minor numero di pareggi: AFP Giovinazzo (1)
- Maggior numero di sconfitte: Amatori Modena (13)
- Minor numero di sconfitte: Novara (1)
- Miglior attacco: Novara (140 reti realizzate)
- Peggior attacco: Triestina (72 reti realizzate)
- Miglior difesa: Novara (69 reti subite)
- Peggior difesa: Amatori Modena (120 reti subite)
- Miglior differenza reti: Novara (+71)
- Peggior differenza reti: Marzotto Valdagno (-33)

### Classifica cannonieri
| Gol |  |  | Giocatore             | Squadra           |
| --- |  |  | --------------------- | ----------------- |
| 67  |  |  | Beniamino Battistella | Novara            |
| 41  |  |  | Giovanni Gonella      | Marzotto Valdagno |
| 40  |  |  | Sergio Franchi        | Amatori Lodi      |
| 38  |  |  | Raul Martinazzo       | Grosseto          |
| 37  |  |  | Antonio Faccin        | Trissino          |
| 37  |  |  | Giulio Fona           | Novara            |
| 37  |  |  | Francesco Frasca      | AFP Giovinazzo    |
| 32  |  |  | Paolo Papotti         | Amatori Modena    |
| 32  |  |  | Alain De Bleecker     | Monza             |
| 29  |  |  | Riccardo Pardini      | Grosseto          |